# Pi (Doppelrohrblattinstrument)
Pi (thailändisch ปิ่) ist der Oberbegriff für mehrere Blasinstrumente, die in der höfischen und dörflichen Musik von Thailand und Laos gespielt werden. Hierzu gehören überwiegend Doppelrohrblattinstrumente mit zwei oder vier Rohrblättern. Diese werden in einteilige zylindrische Doppelrohrblattinstrumente (Kurzoboen) und zweiteilige konische Doppelrohrblattinstrumente (Kegeloboen) eingeteilt. 
Zur ersten Gruppe gehören in Thailand drei unterschiedliche Größen mit einem hölzernen Spielrohr: die kleine pi nawk, die mittelgroße pi klang und die große und am weitesten verbreitete pi nai. Sie sind neben anderen mit der piri in Korea, der hichiriki in Japan, der duduk in Armenien und der mey in der Türkei verwandt.
Die zweite Gruppe beinhaltet ebenfalls drei Instrumente: die kleine pi chanai, die mittlere pi chawa und die große pi mon. Sie besitzen ein hölzernes Spielrohr und einen aufgesetzten Schallbecher aus Metall und entsprechen dem in Asien weit verbreiteten Typ, zu dem die indische shehnai und die orientalische surnai gehören.
Pi wird auch häufig als Kurzform von pi nai verstanden. Entsprechende Blasinstrumente in Laos tragen die thailändischen Namen. In Kambodscha heißen vergleichbare Oboen pey. Nicht mit den Doppelrohrblattinstrumenten verwandt sind pi genannte Durchschlagzungeninstrumente, die in Nord- und Nordostthailand (Isan) in der dörflichen Unterhaltungsmusik gespielt werden (unter anderem pi jum und pi saw aus Bambus und die aus einem Wasserbüffelhorn bestehende pi sanai).